# Uncharted 2: Among Thieves
Uncharted 2: Among Thieves é um jogo eletrônico de ação-aventura desenvolvido pela Naughty Dog e publicado pela Sony Computer Entertainment. É o segundo título principal da série Uncharted e foi lançado exclusivamente para PlayStation 3 em outubro de 2009. Na história, os jogadores controlam Nathan Drake, um caçador de tesouros que se alia à colega Chloe Frazer com o objetivo de encontrar a mitológica cidade perdida de Sambala. Among Thieves é jogado a partir de uma perspectiva em terceira pessoa e incorpora diversos elementos de plataforma na navegação pelos diferentes ambientes. Os jogadores usam armas de fogo, combate corpo a corpo e furtividade a fim de combaterem inimigos e solucionarem quebra-cabeças. Há também um modo multijogador online em que os jogadores podem entrar em diferentes modos de partidas cooperativas ou competitivas.
O desenvolvimento de Among Thieves começou em 2008, logo depois da finalização de Uncharted: Drake's Fortune. A equipe se inspirou no explorador Marco Polo para poder criar sua história, especialmente os escritos de suas expedições pela Ásia. O elenco de personagens foi expandido com o objetivo de aprofundar o mundo e mostrar diferentes lados de Nathan Drake, com a história tendo sido pensada para explorar os temas de confiança e traição. Os desenvolvedores procuraram melhorar seu motor de jogo proprietário, o que permitiu a criação de animações, ambientes e texturas de maior qualidade em relação ao jogo anterior, além da inclusão de mais sequências cinemáticas e um melhor processo de captura de movimento. O jogo também foi o primeiro da série a implementar multijogador, com a Naughty Dog contratando desenvolvedores especializados para a criação desse modo.
Among Thieves foi anunciado em dezembro de 2008, gerando grande expectativa. O título foi aclamado pela crítica especializada ao ser lançado, com elogios sendo direcionados particularmente para suas elaboradas cenas de ação, personagens, narrativa, gráficos, inovações técnicas e jogabilidade. Também foi um grande sucesso comercial, vendendo ao todo mais de sete milhões de cópias. Ele venceu e foi indicado a diversos prêmios de publicações e eventos da indústria, incluindo muitos na categoria de Jogo do Ano. Among Thieves é considerado como um dos melhores jogos eletrônicos de todos os tempos e um dos títulos mais importantes da sétima geração de consoles. Uma sequência intitulada Uncharted 3: Drake's Deception estreou em 2011. O jogo foi remasterizado para o PlayStation 4 em 2015 e relançado como parte da coletânea Uncharted: The Nathan Drake Collection.

## Jogabilidade
Uncharted 2 é um jogo de ação-aventura jogado em terceira pessoa, onde o jogador controla Nathan Drake. Drake é uma pessoa bem físicamente forte e saudável, e pode pular, escalar lugares altos, paredes e bordas estreitas. Ele pode ser equipado com duas armas de fogo - uma de uma mão(como uma pistola) e a outra de duas mãos(como um rifle) - e ter um número limitado de granadas. Drake pode pegar armas do chão, automaticamente substituindo uma arma que ele já esteja usando, e também pode pegar munição de inimigos abatidos. O jogador pode fazer com que Drake se proteja atrás de paredes e muros, e atirar mirando ou atirar cegamente para matar os inimigos. O jogador também pode fazer Drake atirar enquanto se move. Se ele não é detectado por seus inimigos, o jogador pode usar métodos de furtividade para abatê-los. Se todos os inimigos de uma área que estiverem patrulhando forem mortos sem Drake ser visto, os reforços que normalmente chegariam não aparecerão. Em algumas áreas do jogo, o jogador precisa resolver quebra-cabeças.
Pelo jogo estão escondido cem tesouros especiais, que podem estar em áreas difíceis de chegar, e que o jogador pode coletar. Também tem uma relíquia secreta escondida que é exatamente a mesma de Drake's Fortune. Ao coletar esses tesouros, o jogador consegue medalhas, o que dá dinheiro ao jogador no jogo, e faz com que ele possa liberar conteúdo extra no disco, incluindo concept arts, vídeos e cheats codes.

### Multijogador
Uncharted 2 também possui modo multijogador competitivo e cooperativo. O modo cooperativo permite que até três jogadores façam o papel do Drake e dois outros companheiros heróis, e possui missões envolvendo objetivos baseados em tiros, plataforma e trabalho em equipe. Os jogadores podem ajudar seus companheiros se eles forem feridos gravemente ou se forem pegos pelo inimigo.
O modo competitivo permite que até dez jogadores se enfrentem em times de dois a cinco. Possui seis modos competitivos: morte súbita, Plunder, eliminação, Turf War, King of the Hill, e Chain Reaction. Na morte súbita dois times de cinco se enfrentam, com um time fazendo o papel de heróis e o outro de vilões. Os jogadores podem escolher seu modelo de personagem (como Drake, Sully, Elena, e os novos personagens Tenzin e Chloe para o time de heróis). Conforme os jogadores acumulam mais pontos, eles podem comprar mais modelos de personagens para heróis e vilões. Os jogadores podem escolher duas habilidades que os ajudarão em suas partidas. Plunder é similar ao tradicional modo capture a bandeira, em que cada time tenta capturar o tesouro no ponto central do mapa e levá-lo para sua base; o jogador carregando o tesouro fica consideravelmente mais lento, podendo também jogar o tesouro em algum lugar para mante-lo longe do alcance do inimigo, ou passá-lo para seus colegas de time. Eliminação tem dois times de cinco jogadores se enfrentando com o objetivo de matar todos do outro time. Nesse modo, o jogador não renasce. O objetivo é eliminar o outro time três em cinco vezes.

## Desenvolvimento
A Naughty Dog sempre planejou que Uncharted se tornasse uma franquia. Among Thieves esteve em desenvolvimento por 22 meses, nos quais seis foram de pré-produção.

## Recepção
Uncharted 2: Among Thieves recebeu aclamação universal, sendo elogiado como um dos melhores jogos eletrônicos de todos os tempos, e ganhando vários prêmios de "Jogo do Ano", incluindo o Spike Video Game Awards. O jogo obteve 41 pontuações de revisão perfeitas, recebendo uma pontuação no Metacritic de 96 de 100, tornando-o o jogo mais aclamado pela crítica de 2009.
A primeira publicação a revisar Uncharted 2 foi a edição francesa da PSM3. Em sua análise, eles chamaram o jogo de "longo, visualmente impressionante, profundo e explosivo, Uncharted 2 combina todas as qualidades que você pode encontrar em um videogame e muito mais! Um novo marco foi alcançado na história dos videogames". A revista pontuou o jogo com 21/20, uma pontuação alcançada cinco anos antes por Grand Theft Auto: San Andreas. A PlayStation: The Official Magazine concedeu ao jogo uma pontuação perfeita. Em sua análise, eles afirmaram: "Esqueça o jogo do ano. Este é um dos melhores jogos de todos os tempos!" A edição britânica da revista também deu ao jogo uma pontuação perfeita, melhor jogo de PS3 de todos os tempos, enquanto os leitores da mesma revista votaram nele como o maior título de PlayStation lançado.
Hiawatha Bray do The Boston Globe disse:
... nenhum videogame conseguiu capturar melhor o estilo e o ritmo dos filmes. As sequências de ação em Uncharted 2 parecem ter sido filmadas por uma equipe de diretores de fotografia e depois editadas em uma narrativa coerente e emocionante. O enredo do jogo é banal, mas um elenco de primeira linha de dubladores o executa com talento.
A análise do Los Angeles Times sugeriu que o jogo "se encaixaria melhor em uma tela grande em algum multiplex", e também acrescentou que "Uncharted 2 é ridiculamente imersivo, tanto que você esquece que está controlando as ações do caçador de tesouros Nathan Drake .. . tudo é feito corretamente". Em uma crítica para o The New York Times, Seth Schiesel o descreveu como "talvez o jogo mais bonito em qualquer sistema, e nenhum jogo ainda forneceu uma experiência de entretenimento mais genuinamente cinematográfica".
Uncharted 2 também recebeu elogios de outros desenvolvedores. O produtor de Battlefield: Bad Company 2, Gordon Van Dyke, disse que "Uncharted 2 é um jogo de aparência incrível. Mas estamos atingindo esse nível de qualidade. Será difícil para qualquer jogo ser capaz de afirmar que parece melhor ...  de estar ao menos perto, para mim é uma grande honra como desenvolvedor. A única coisa que fiz foi, quando olhei para o jogo deles, fiquei tipo, caramba! O que eles fizeram com o resto de nós? Eu fiquei procurando por algo onde eu pudesse dizer, tudo bem, que estamos fazendo melhor".
A IGN deu ao jogo uma nota 9,5 de 10, elogiando seus "visuais impressionantes" e dizendo que "Uncharted 2: Among Thieves é fantástico" e dizendo que o modo multiplayer é "uma das melhores experiências multiplayer que você encontrará em qualquer jogo ... quase parece que a Naughty Dog nos deu um jogo extra de graça". Adam Sessler da X-Play deu ao jogo uma nota 5 de 5, dizendo que "Uncharted 2 tem o melhor single-player que ele já jogou".
O jogo foi criticado por alguns problemas negativos, como lapsos no sistema de controle. O New York Times observou que "... seus controles meticulosos podem frustrar às vezes". Tom Bramwell, da Eurogamer, falou que "há... algumas ocasiões em que a plataforma o decepciona... apesar da sensação de que você estava pulando na direção certa". A IGN descreveu certas sequências de tiroteio repetitivas como "um pouco agravantes" e reclamou das seções de escalada "muito lineares", ainda chamando isso de reclamação forçada.
O jogo ficou em 19º lugar na pesquisa dos leitores da Dengeki online dos melhores jogos de 2009, tornando-se o único jogo não japonês na lista.

### Vendas
Os dados de vendas do NPD Group mostram que Uncharted 2 foi o jogo mais vendido nos Estados Unidos em outubro de 2009, com cerca de 537.000 unidades vendidas, enquanto os dados de vendas da Media Create mostram que Uncharted 2 vendeu 47.000 unidades em seu primeiro dia no Japão. Phil Rosenberg da SCE diz que o jogo ultrapassou a marca de um milhão de vendas em 12 de novembro de 2009. De acordo com o analista de jogos Jesse Divnich, Uncharted 2 é o terceiro título first-party no PlayStation 3 a vender mais de 1 milhão de unidades na América do Norte. Em fevereiro de 2010, o jogo vendeu mais de 3,5 milhões de cópias em todo o mundo, tornando-se o título first-party mais rápido em vendas  em qualquer plataforma PlayStation da época. Uncharted 2 agora faz parte da seleção de Greatest Hits da Sony. Naughty Dog disse que o título vendeu 3,8 milhões em todo o mundo em setembro de 2010. Em dezembro de 2011, mais de 5 milhões de cópias do jogo foram vendidas. Em março de 2015, Uncharted 2 vendeu 6,5 milhões de cópias. Atualmente está com 6,7 milhões de cópias vendidas pelo mundo.

### Prêmios
Uncharted 2: Among Thieves recebeu mais de 300 prêmios da indústria, incluindo mais de 200 prêmios de Jogo do Ano e foi considerado um dos melhores videogames de todos os tempos por seus cenários, gráficos, atuação de captura de movimento, personagens e performances originais, bem como a história e o multiplayer. No Spike Video Game Awards de 2009, ganhou um recorde de oito indicações ao prêmio, vencendo três, incluindo o Jogo do Ano.  A IGN, entre vários outros sites e publicações de videogame que concederam a Uncharted 2 seu prêmio geral de Jogo do Ano. O jogo também ganhou dez prêmios AIAS Interactive Achievement, incluindo Jogo do Ano.